# Eiskletterweltmeisterschaft 2022
Die Eiskletterweltmeisterschaft 2022 bezeichnet die vom 26. bis 29. Januar 2022 ausgerichteten Eiskletterweltmeisterschaften in Saas-Fee. Es wurden die Disziplinen Lead und Speed ausgetragen. Die Kombinationswertung wurde aus den Einzelwertungen von Lead und Speed erstellt.
Parallel dazu fanden die Jugend-Weltmeisterschaften statt. Es traten insgesamt 152 Athleten aus 20 Nationen an.
Die Wettkämpfe fanden im „Ice Dome“, dem Parkhaus von Saas-Fee, statt.

## Resultate

### Lead
Im Final der Frauen erreichte die Schweizerin Petra Klingler als Einzige das Top der Route. Anastasia Astakhova erreichte 16,28 Punkte und Franziska Schönbächler 15.25.
Bei den Männern erreichte Louna Ladevant als Einziger das Top. Bei Benjamin Bosshard lief die Zeit wenige Griffe vom Top entfernt ab. Er erreichte 17,31 Punkte und wurde Zweiter. Tristan Ladevant erreichte mit 15.272 Punkten den dritten Platz.
|        | Final      | Sieger         | Zweiter             | Dritter                |
| ------ | ---------- | -------------- | ------------------- | ---------------------- |
| Frauen | 28. Januar | Petra Klingler | Anastasia Astakhova | Franziska Schönbächler |
| Männer | 28. Januar | Louna Ladevant | Benjamin Bosshard   | Tristan Ladevant       |

### Speed
Im Final konnte Natalia Savitskaia die Speed-Route in 9,81 Sekunden klettern. Iuliia Filateva benötigte dafür 10,55 Sekunden. Maria Tolokonia kletterte in der Qualifikation die Route in 8,71 Sekunden. Im Final konnte sie diese Leistung nicht wiederholen. Sie benötigte 11,3 Sekunden und wurde Dritte.
Der Iraner Mohsen Beheshti Rad kletterte die Speed-Route in 6,90 Sekunden und wurde damit Erster. Nikita Glazyrin benötigte dafür 7,24 Sekunden und Danila Bikulov 7,27 Sekunden.
|        | Final      | Sieger              | Zweiter         | Dritter          |
| ------ | ---------- | ------------------- | --------------- | ---------------- |
| Frauen | 29. Januar | Natalia Savitskaia  | Iuliia Filateva | Maria Tolokonina |
| Männer | 29. Januar | Mohsen Beheshti Rad | Nikita Glazyrin | Danila Bikulov   |

### Kombination
Die Kombinationswertung wurde aus den Einzelwertungen der Athleten erstellt.
|        | Sieger                  | Zweiter         | Dritter           |
| ------ | ----------------------- | --------------- | ----------------- |
| Frauen | Iuliia Filateva         | Vivien Labarile | Irina Dubovtseva  |
| Männer | Mohammad Reza Safdarian | Andreas Gantner | Vadim Malshchukov |